# Juliette Kaplan
Mariene Juliette Kaplan (Bournemouth, 1939. október 2. – 2019. október 10.) brit színésznő.

## Filmjei
- A Voice Crying in the Wilderness (1958)
- A bor nem válik vízzé (Last of the Summer Wine) (1985–2010, tv-sorozat, 226 epizódban)
- London's Burning (2000, tv-sorozat, egy epizódban)
- Brookside (2000, tv-sorozat, egy epizódban)
- Three Way Split (2001, rövidfilm)
- The Death of Klinghoffer (2003)
- Coming Up (2004, tv-sorozat, egy epizódban)
- Doktorok (Doctors) (2005, tv-sorozat, egy epizódban)
- Gyorstalpaló randiszerviz (Are You Ready for Love?) (2006)
- Don't Let Go (2013)
- Boots Christmas Advert 2014 (2014, rövidfilm)
- Coronation Street (2015, tv-sorozat, nyolc epizódban)
- You Are Whole (2015, rövidfilm)